# タケ・ウケタ
タケ・ウケタ（1954年6月15日 - ）は日本の俳優、歌手、リポーター。本名・旧芸名は北原 弘一。旧芸名は葵たかし。
東京都出身。日本大学第二高等学校卒業。成プロ企画所属。以前は東京俳優生活協同組合に所属していた。

## 人物
1965年、テレビドラマ『チャコちゃんハーイ!』（TBS）でデビュー。
1975年、「恋人は妹のように」（葵たかし名義）でレコードデビュー。
特技は、ギター、ものまね。

## 出演

### テレビドラマ
- 赤い復讐・19年前の強盗殺人事件
- 異次元をかける少女
- 裏刑事-URADEKA-
- 映画みたいな恋したい
- OL 三人旅
- 大人は判ってくれない
- オレ達全員奈津子の子（矢島）
- 株式会社徳川家康
- 君の名は
- ギョーカイ君が行く!
- 外科病棟女医の事件ファイル
- ゴト師株式会社 悪徳ホールをぶっ潰せ!（モナコ店長）
- 混浴露天風呂連続殺人
- 最高人
- 最高の恋人
- 3番テーブルの客
- 少年隊 ショーアップ★ハイスクール
- ショカツの女〜新宿西署・刑事課強行犯係（鑑識課員）
- 女流作家シリーズ
- TEAM
- チャコちゃんハーイ!
- どっきり双子先生
- トリカブト殺人事件 疑惑の女
- 土曜スペシャル
- はぐれ刑事純情派
- 松本清張スペシャル 鉢植を買う女
- 花を下さい
- 北海道へいらっしゃい
- 魔性のOL 苦いキスの味
- 魔性の女
- 街 PARTIII
- 牟田刑事官事件ファイル
- 約束の夏（石崎）
- 雪の蛍
- 世にも奇妙な物語 つまらない男
- ラスト・フレンド
- 私がお見合いした野郎ども
- 私の生徒は12人

特撮
- ウルトラマンティガ（ナハラ・マサユキ参謀）
- ウルトラマンダイナ（ナハラ・マサユキ支部長）
- ウルトラQ dark fantasy（矢島尚人）
- ウルトラマンマックス（坂田裕一）

### 映画
- 赤毛
- ウルトラマンティガ THE FINAL ODYSSEY（ナハラ・マサユキ参謀）
- SHA-CHI-HO-KO
- ミンボーの女（ホテルマン）

### オリジナルビデオ
- ウルトラマンネオス（宇佐美将人）
- 企業戦士YAMAZAKI
- 私をベッドにつれてって ゴーストに抱かれた花嫁

### CM
- NTTドコモ
- 花王 バブ
- 小林製薬 ペット&スモーク
- 住友建機
- 日本電信電話 NTTフリーダイヤル
- ナショナル キャニスター、電気グリル
- ネスレ日本 キットカット
- 万有製薬
- 富士通
- 山一證券

### 舞台
- 愛愛のれん
- 女やさかい
- チャンバラ物語
- 妻たちの午後
- 舞扇

## ディスコグラフィ
- おめでとうの歌
- 恋人は妹のように ※「葵たかし」名義
- SAIKAI〜再会〜
- あしたのジョー〜美しき狼たち〜（2017年8月16日発売、おぼたけしのカバー）
- 一球入魂（新潟アルビレックス・ベースボール・クラブ公式球団歌）[8]